# Neo
Il nevo (in latino naevus), nel linguaggio comune neo, è un tumore benigno dell'epidermide, che si presenta come una lesione cutanea elementare piatta (macula) o leggermente elevata (papula).

## Disambiguazione del termine
Il termine nevo viene impiegato per indicare anche specifiche lesioni o neoformazioni cutanee. Vengono perciò impropriamente indicate con tale termine oltre ai nevi veri anche le più svariate lesioni cutanee, dagli angiomi ai fibromi, dalle melanosi alle cheratosi.
In generale il termine può essere utilizzato anche in senso lato, intendendo come tale qualsiasi alterazione cromatica o morfologica, localizzata e persistente, presente sulla superficie cutanea.
Tutte queste motivazioni spiegano perché, nella terminologia scientifica, la parola "nevo" è seguita da un aggettivo che meglio la definisce.
Ad esempio:
- se il nevo origina dal melanocita (cellule della pelle deputate alla produzione di melanina) allora si parla di nevo melanocitico;
- se il nevo origina dai cheratinociti allora si parla di nevo epidermico.
- se il nevo origina da periciti, cellule endoteliali, allora si parla di nevi vascolari;
- se il nevo origina da cellule costituenti gli annessi cutanei (in generale, cellule derivate dall'ectoderma), allora si può parlare di nevi dermici, nevi sebacei, nevi verrucosi, nevi follicolari.

I nevi congeniti (cioè già presenti alla nascita) sono considerati degli amartomi; i nevi acquisiti sono invece considerati delle neoplasie benigne.

## Nevo melanocitico
Alterazioni cutanee localizzate, congenite o acquisite, costituite da cellule neviche che derivano dai melanociti . Nella maggior parte dei casi appaiono come macchie della pelle di colore variabile dal marrone chiaro al nero, ma esistono nevi melanocitici di colore rosso oppure dello stesso colorito roseo della pelle circostante. Possono essere piani o rilevati.

### Nevo melanocitico e concetto di benignità
La prova dei nevi melanocitici intesi come neoplasmi deriva da studi sulla via di segnalazione di RAS. Nello specifico, grazie all'utilizzo di animali modello come il pesce zebra è stato possibile studiare da un punto di vista molecolare:
- come un singolo melanocita possa moltiplicarsi a cavallo tra l'epidermide e il derma, perdendo quella caratteristica che in vitro è conosciuta come inibizione da contatto;
- come delle mutazioni puntiformi a livello nucleare (nel melanocita) possano originare un nevo.

Le mutazioni acquisite che possono interessare un nevo melanocitico acquisito possono essere:
1. nel gene che codifica NRAS
2. nel gene che codifica BRAF (una serina-treonina chinasi immediatamente a valle nella via di segnalazione di RAS)

La caratteristica quasi unica del nevo melanocitico è che, pur essendo un tumore benigno, nella maggior parte dei casi cessa di proliferare. In questo si distingue, ad esempio, da un leiomioma dell'utero che nonostante la benignità può raggiungere dimensioni tali da creare serie complicazioni alla donna.
Anche in questo caso la biologia molecolare ha rivelato parzialmente i meccanismi molecolari alla base di questa "inibizione da contatto" in vivo. Sono coinvolte le seguenti proteine:
1. CDK4 e CDK6, chinasi ciclina-dipendenti che regolano il ritmo e la frequenza di un ciclo cellulare;
2. p16/INK4a, un potente inibitore delle CDK poc'anzi menzionate.

I nei melanocitici possono essere classificati in 9 tipi clinici:
1. Lentiggine: macchia pigmentata piana e scura.
2. Nevo melanocitico acquisito piano: lesione pigmentata piana o lievemente rilevata, simmetrica, dalla pigmentazione omogenea, dai bordi regolari e con diametro < 6 mm.
3. Nevo melanocititico acquisito atipico: lesione pigmentata piana o lievemente rilevata, asimmetrica, dalla pigmentazione disomogenea, dai bordi irregolari e con diametro > 6 mm.
4. Nevo melanocitico congenito: neoformazione pigmentata presente alla nascita o che si forma dopo pochi mesi. Le dimensioni sono variabili.
5. Nevo di Miescher: lesione cupoliforme, acquisita, color marrone chiaro sfumato fino al colore della cute. Si presenta dopo la pubertà ed è più frequente a livello del volto.
6. Nevo di Unna: neoformazione sessile o peduncolata dall'aspetto papillomatoso e con una consistenza molle. Si presenta dopo i 30 anni.
7. Nevo di Spitz e di Reed
8. Macchia mongolica
9. Nevo di Ota
10. Nevo blu

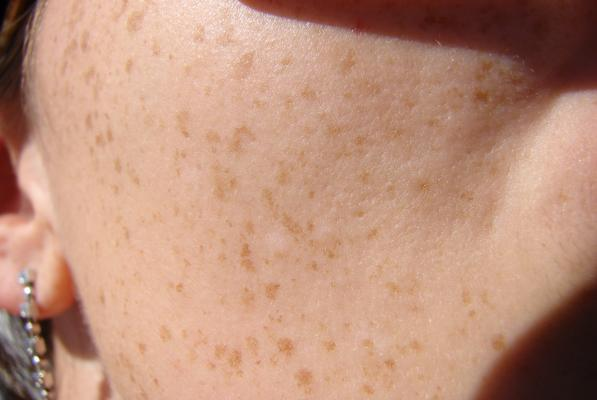
Lentiggini
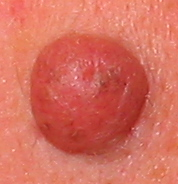
Nevo melanocitico
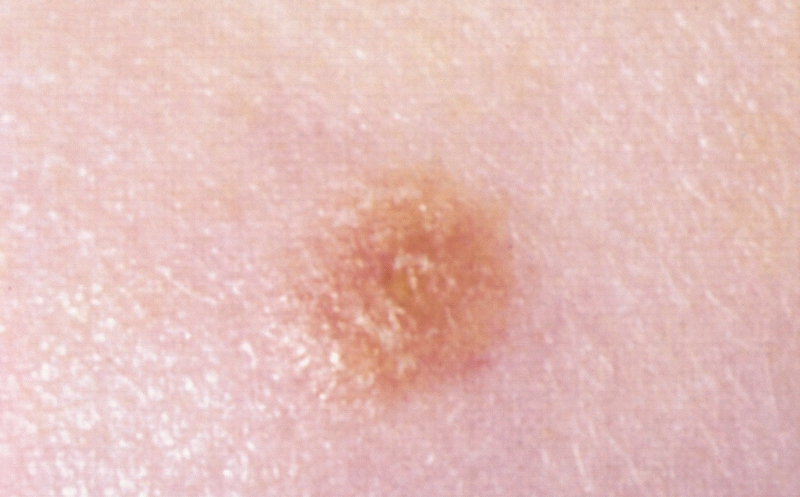
Nevo di Spitz
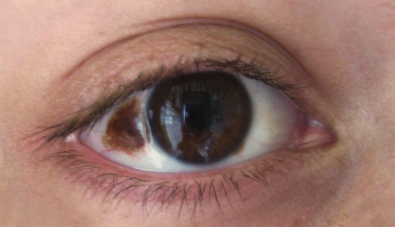
Nevo di Ota
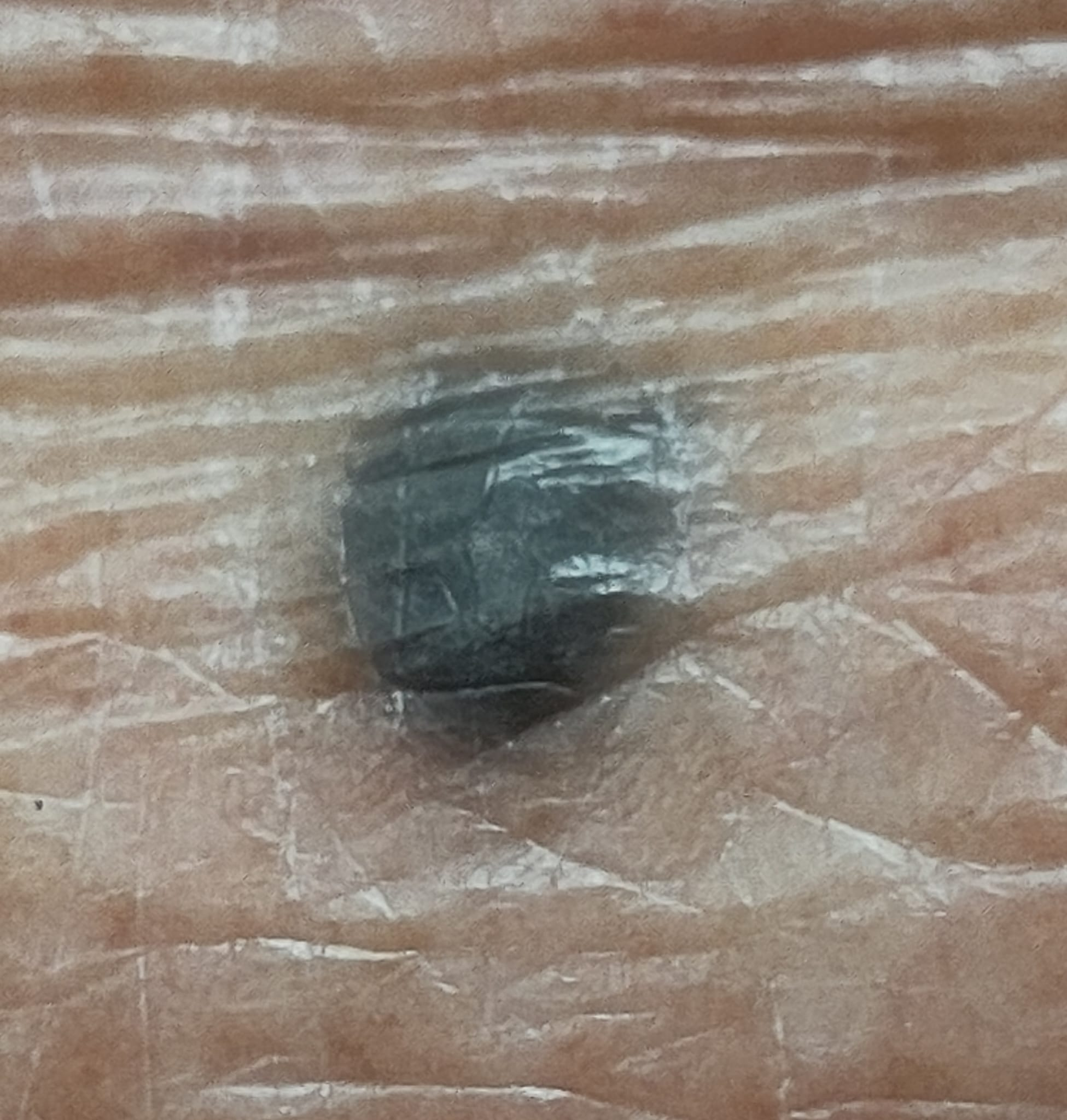
Nevo blu

### Melanoma e senescenza oncogene-indotta

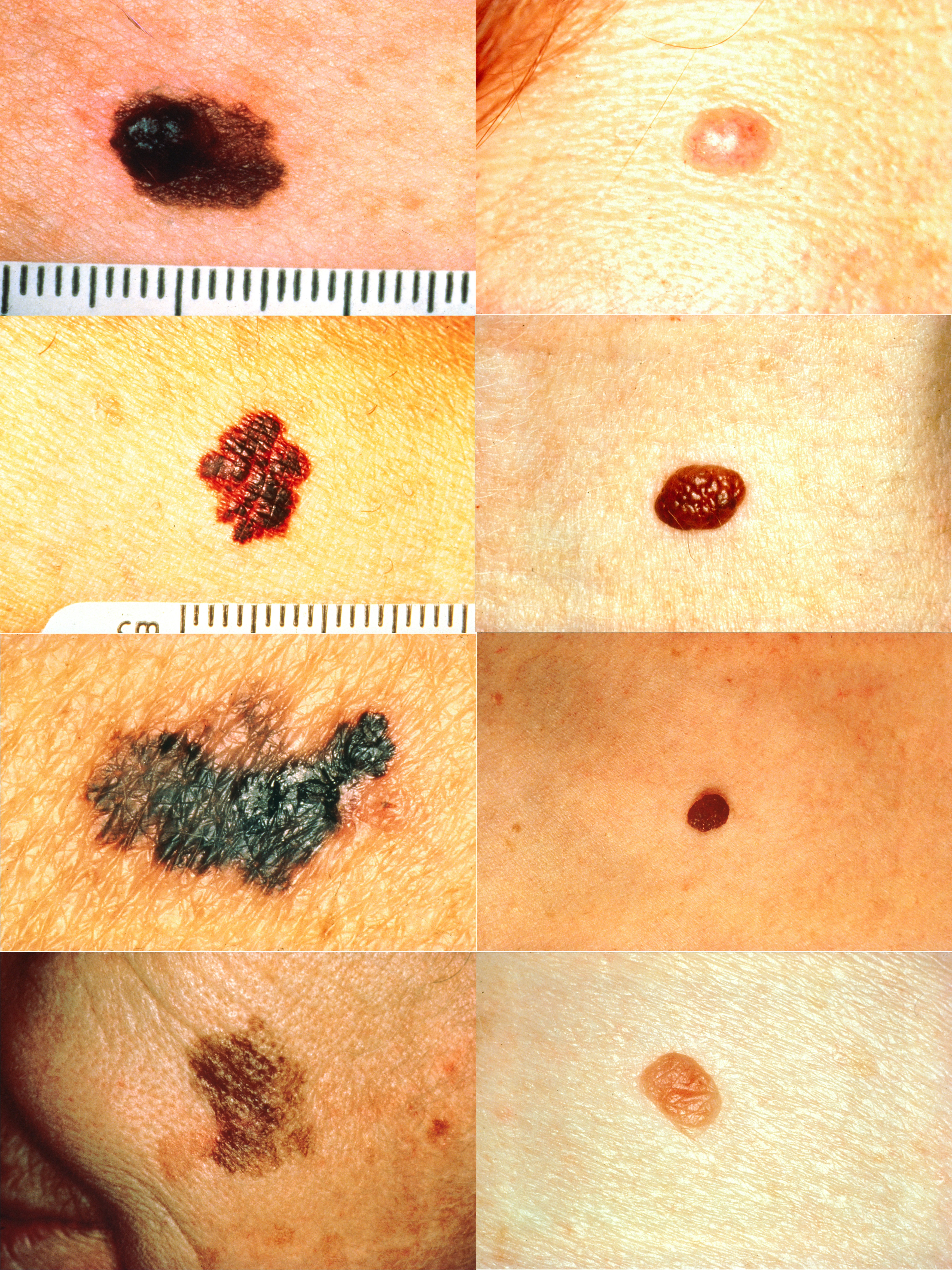
Differenze tra melanomi (a sinistra) e nevi normali (a destra).

Dato il meccanismo che limita la proliferazione cellulare dei melanociti, basato su p16/INK4, è stato possibile tracciare un eziopatogenesi per molti melanomi acquisiti. Una prima spiegazione si basa sul concetto di "senescenza oncogene-indotta", in cui una mutazione dei geni chiave che regolano il ciclo cellulare è acquisita semplicemente col progredire dell'età. Altre spiegazioni ritrovano come fattore causale le radiazioni UV. 

#### Regole diagnostiche per l'individuazione di un melanoma sospetto
Per l'individuazione di possibili melanomi, viene consigliato di utilizzare la cosiddetta Regola ABCDE che prevede di sottoporre all'attenzione del medico un presunto neo che però dovesse presentare le seguenti caratteristiche (non necessariamente tutte presenti):
- Asimmetria: i melanomi sono di solito asimmetrici, con metà della macchia cutanea più grande dell'altra.
- Bordi: i bordi del melanoma sono irregolari a carta geografica, al contrario di quelli dei nevi.
- Colore: spesso il melanoma è policromo ovvero presenta colori diversi come nero, bruno, rosso e rosa.
- Dimensione: una lesione cutanea sospetta, di diametro superiore ai 6 millimetri deve essere verificata da uno specialista.
- Evoluzione: la lesione cutanea che tende a modificare la propria forma, colore e superficie è da ritenersi sospetta e da verificare.

Nel caso del melanoma nodulare, il più aggressivo, viene modificata nella regola ABCDEFG aggiungendo le caratteristiche:
- Elevazione: si presenta rilevata rispetto al piano cutaneo.
- Firm (consistenza): palpandola con le dita, è maggiore rispetto alla pelle circostante.
- Growing: crescita rapida in poche settimane o pochi mesi.

Altro elemento che da solo dovrebbe indurre a una visita di controllo è la presenza di un neo di colore visibilmente più scuro della zona circostante o degli altri nei (regola della black sheep).

## Nevo vascolare
Comprendono gli angiomi ed emangiomi, si presentano generalmente come macchie, papule o placche rilevate di colore rosso o violaceo dovuto alla presenza di sangue nelle proliferazioni vasali che li costituiscono.

## Nevo dermico
Sono lesioni cutanee complesse di tipo malformativo, che originano da cellule embrionali dell'ectoderma. Comprendono i nevi sebacei, nevi verrucosi, nevi follicolari.